# محمد القرقاوی

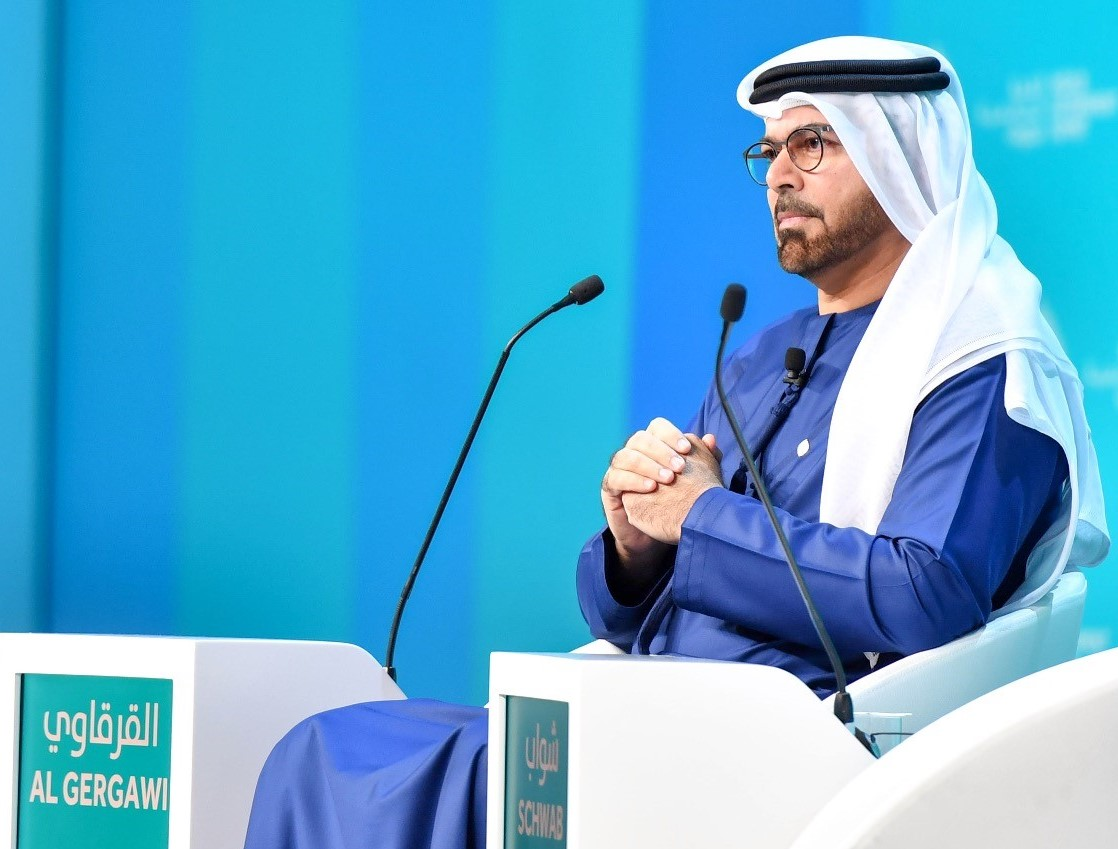

محمد القرقاوی (انگلیسی: Mohammed Al Gergawi) کارآفرین، بازرگان و مدیر ارشد اجرایی اماراتی است، که در حال حاضر به‌عنوان رئیس هیئت مدیره شرکت دبی هولدینگ فعالیت می‌نماید. دبی هولدینگ هم‌اکنون بزرگ‌ترین شرکت هلدینگ امارات است.